# Проспект Межа (Рига)

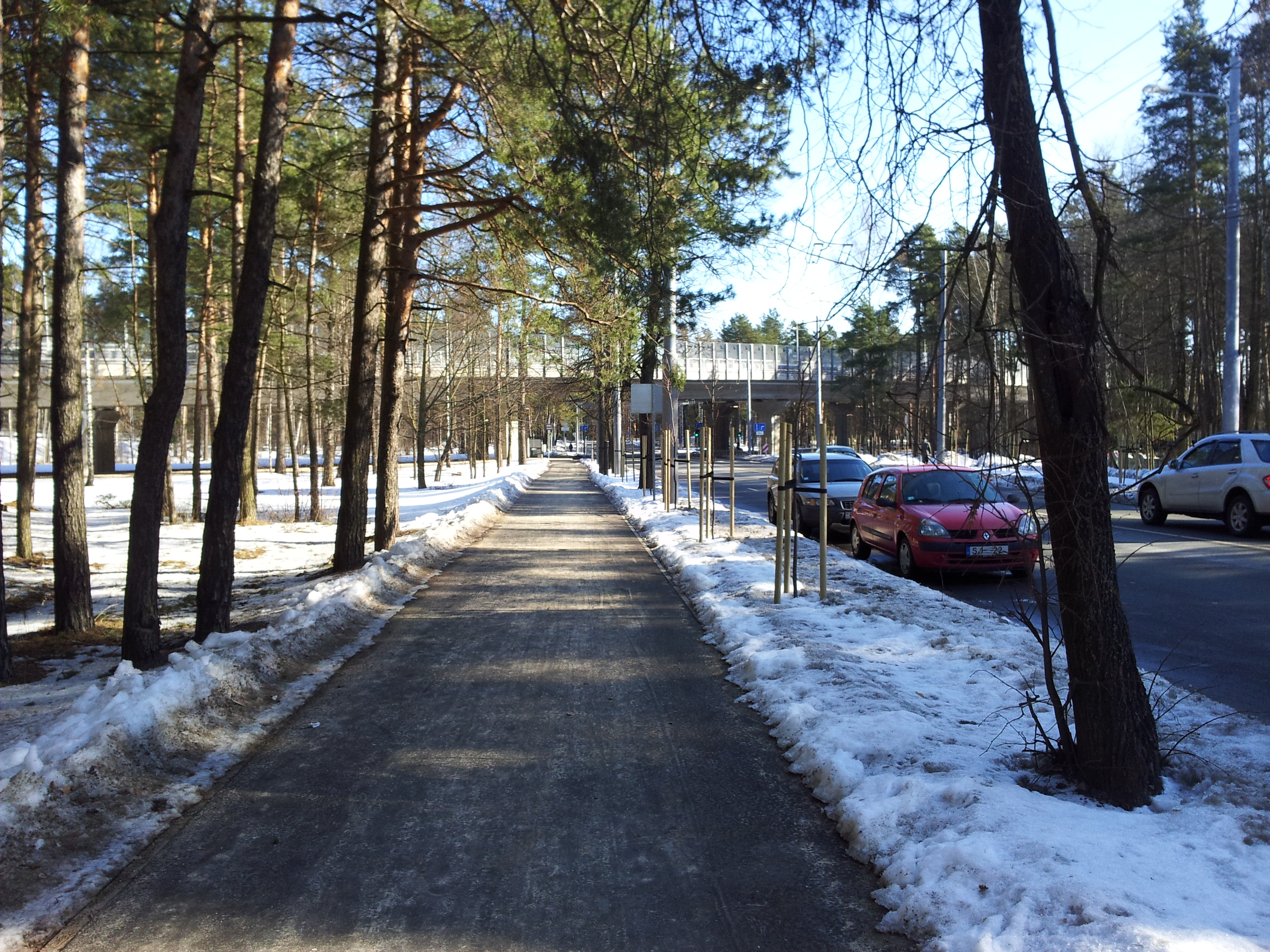
Вид проспекта у пересечения с Густава Земгала гатве

Проспект Ме́жа (латыш. Meža prospekts — в переводе Лесной проспект) — улица в Северном районе Риги. Пролегает в юго-западном направлении, от улицы Эзермалас до железнодорожной линии Рига — Скулте, за которой переходит в улицу Тилта. Общая длина проспекта — 2499 метров.

## История
Проспект Межа был проложен при застройке Межапарка в 1911 году и служил границей между жилой частью района и парком. Первоначально проходил от проспекта Кетлера (ныне проспект Кокнесес) до Новгородского проспекта (ныне проспект Сигулдас); в 1920-е был продлён в обоих направлениях и обрёл нынешние границы.
Первоначальным названием улицы было Царский проспект (нем. Kaiser Prospekt, латыш. Ķeizara prospekts), что соответствовало названию района и парка тех времён. В 1923 году получил современное название. Во время немецкой оккупации, с 1942 по 1944 год, временно носил название Kaiserwaldstraße (латыш. Ķeizarmeža iela — улица Царского Леса). Других переименований не было.

## Транспорт
На всём протяжении проспект Межа покрыт асфальтом. Движение по проспекту двустороннее. Курсируют маршруты автобусов № 9 и 48, трамвай № 11.
На участке от центрального входа в Межапарк до конца проспекта протянута контактная сеть троллейбуса, по которой в 1950-е годы курсировал 2-й маршрут троллейбуса; впоследствии использовалась маршрутом 3A, назначаемым в специальные дни. В настоящее время не используется.
В 2010—2011 годах была сооружена развязка в двух уровнях на пересечении со вновь проложенной магистралью — Густава Земгала гатве.

## Застройка и достопримечательности
Проспект застроен частными домами в первой половине XX века. Застройка расположена преимущественно по чётной стороне проспекта; почти всю нечётную сторону занимает крупнейший городской парк — Межапарк.
- Дом № 1 — Рижский зоопарк.
- В доме № 10 в 1940—1961 годах жил композитор Е. Я. Граубиньш[2].
- Дом № 11 — православная Преображенская церковь.
- В доме № 16 (1931, архитектор Эрнест Шталберг, памятник архитектуры государственного значения[6]) проживала семья дирижёра Артурса Бобковица.
- Дом № 86 — католическая церковь Христа Царя.

18 зданий на проспекте Межа признаны памятниками архитектуры.

## Прилегающие улицы
Проспект Межа пересекается со следующими улицами:
- улица Эзермалас
- проспект Сигулдас
- проспект Кокнесес
- улица Гатартас
- улица Бергенас
- улица Гданьскас
- улица Стендера
- улица Инчукална
- улица Вароню
- Густава Земгала гатве
- проспект Виестура